# Oskar Fronz senior

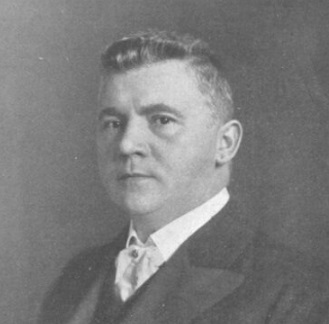
Oskar Fronz, etwa 1905

Oskar Fronz senior (13. November 1861 in Wien – 29. März 1925 ebenda) war ein österreichischer Theaterschauspieler und -leiter sowie Schriftsteller.

## Leben
Oskar Fronz, der Sohn eines k.k. österreichischen Gerichtsarztes, ging 1897 nach kurzem Unterricht bei Alexander Strakosch zur Bühne. Sein erstes Engagement erhielt er in Teschen, dann kam er nach Meran (1880), Linz (1881) und nach Brünn (1882 bis 1884). Danach ging er nach Wien, zuerst ans Carltheater, danach an das Theater an der Wien. Hier war es die kleine Rolle des „Lothar Brand“ in Die Ehre, in welcher er durch einige geschickten Nuancen und Betonungen wirkungsvoll auffiel, sodass er 1891 einen Antrag ans Deutsche Volkstheater erhielt.
1905 übernahm er die Leitung des neugegründeten Wiener Bürgertheaters.
Er bewährte sich hier in jugendlich komischen Rollen wie als Naturbursche und namentlich sind es drastische Episoden, die er mit geschickter Pointierung erfolgreich zu verkörpern verstand. Fronz zählte besonders im Volksstück und der Posse zu den verwendbarsten Schauspielern des Instituts und hat auch in größeren Rollen wie als „Michel Berndorfer“ im Pfarrer vom Kirchfeld, „Stolzenthaler“ in Viertes Gebot, „Toni“ in Meineidbauer, „Hans“ in Hand und Herz, „Willibald“ in Schlimme Buben etc. seine schauspielerische Tüchtigkeit erwiesen.
Fronz war nicht nur als Darsteller tätig, sondern auch als dramatischer Schriftsteller tätig. So fanden u. a. das Kuckucksei (Erstaufführung am Deutschen Theater), Hoch Hinaus (Bearbeitung nach einem Volksstück von Carl von Carro, Erstaufführung am Raimundtheater), Der Familienlump (Erstaufführung Jubiläumstheater), Der Hofmeister (Erstaufführung im Theater an der Wien) beifällige Aufnahme. Er wurde am Wiener Zentralfriedhof bestattet.